# Senna italica
El sen itálico, sen de España o sena de Senegal (Senna italica) es una planta leguminosa.

## Descripción
Son plantas perennes herbáceas o arbustivas caducifolias de hasta 60 cm de alto. Tiene las hojas compuestas con unos 4 a 6 folíolos por hoja.

## Usos
La medicina tradicional ha utilizado extensamente las hojas, vainas y semillas como laxante y como purgante. Se toman por lo general como en decocción o maceradas para curar dolores de estómago, fiebre, ictericia, enfermedades venéreas y contra los gusanos intestinales. Una infusión de las flores se utiliza como purgante y para inducir el parto. Las hojas, ya sea frescas o secas y pulverizadas, se usan como un apósito para problemas de la piel tales como quemaduras y úlceras. Las hojas, se deben obtener antes de la floración. Secas se usan como acondicinador del cabello, conocido como "henna neutra".
Se toma una maceración de las raíces para curar el cólico y la gripe, y las raíces hervidas se usan como un apósito para heridas. Una infusión de raíz se usa como colirio para los ojos doloridos. Las raíces también entran en los tratamientos de la indigestión, problemas del hígado, trastornos de la vesícula biliar, náuseas, vómitos y dismenorrea.  En Malaui usan la infusión de la raíz como antidiarreico para bebés.

## Bioquímica y toxicidad
Los estudios fitoquímicos realizados en la especie han puesto de manifiesto la presencia de las antraquinonas, emodina de aloe, crisofanol, reína y los senósidos C y D con trazas de la presencia de otros. También se conoce que contiene los naftalenos 6-hidroximusicin glucósido y tinnevellin glucósido. La presencia en toda la planta de los compuestos saponina y ácido ricinoleico hace que ésta se considere tóxica.

## Distribución
Originaria de África desde Senegal hasta Somalia, se encuentra hasta Sudáfrica y en el sur de Asia, desde el Medio Oriente hasta la India. Se establecieron muchos cultivos en la península ibérica e Italia. Ha sido introducida también en los países del Caribe.

## Nombres comunes
- guanima de Cuba, sen de Alepo, sen de España, sen de Italia, sen de Palta, sen de Senegambia, sen de Trípoli.[4]